# Agnadello
Agnadello (Agnadèl o Gnidèl in dialetto cremasco) è un comune italiano di 3 941 abitanti della provincia di Cremona, in Lombardia.

## Geografia fisica

### Territorio
Il territorio comunale è totalmente pianeggiante. Il livello fondamentale della pianura varia tra i 91,7 e i 99,8 m s.l.m. Il reticolo idrico è composto da numerose rogge di origine risorgiva, tra le quali emerge per maggior imponenza il fiume Tormo, che attraversa da nord a sud anche l'abitato.

### Clima
La temperatura media di gennaio si attesta intorno ad 1 °C, quella media del mese di luglio è pari a 24,5 °C. Il clima è di tipo temperato continentale con precipitazioni più frequenti in autunno e primavera e con l'inverno più siccitoso dell'estate.
Il limite massimo consentito per l'accensione dei riscaldamenti è di 14 ore giornaliere, dal 15 ottobre al 15 aprile.

## Origini del nome
Un'etimologia popolare fa derivare il toponimo Agnadello da "Acquadello", cioè paese dell'acqua, con riferimento ai numerosi fontanili che caratterizzano la zona. Secondo alcuni studiosi di toponomastica, invece, Agnadello deriva dal latino Agnadellum, diminutivo di Agnano, a sua volta derivato dal gentilizio romano Annius. Il significato letterale del nome Agnadello sarebbe perciò: piccolo podere di Annius. Secondo altri, invece, deriverebbe da acmen (variazione di acumen) da cui deriva agmen, vocabolo tardo-latino che significa "altura", "sommità" o forse da amnis ("fiume").

## Storia

### Il Medioevo
Il più antico documento in cui è citato il nome di Agnadello risale probabilmente al 1046 ed è rappresentato da un decreto in lingua latina inviato dall'imperatore Enrico III al vescovo Ubaldo di Cremona. In tale documento sono nominati anche altri paesi della zona e Agnadello è citato con l'appellativo di "Castrum".
Nel 1300 iniziarono opere di canalizzazione in rogge, tutt'oggi presenti, delle acque del fiume Adda. Scoppiarono liti tra i comuni a tal proposito perché ognuno voleva far passare le rogge dal proprio paese per sostenerne il settore agricolo e ciò continuò fino al secolo successivo quando, sotto il dominio dei Visconti prima e degli Sforza poi, si diede inizio alla realizzazione al progetto.
Nel 1414 Agnadello venne concesso in feudo, insieme con Pandino, Misano di Gera d'Adda e Crema, a Giorgio Benzoni, successore dei fratelli Paolo e Bartolomeo Benzoni, Signori di Crema dal 12 novembre 1403.
Poco tempo dopo, nel 1423, tutto il territorio della Gera d'Adda passò sotto l'influenza del Ducato di Milano sotto il dominio della famiglia Visconti fino al 1447.
Durante la seconda metà del XV secolo la Gera d'Adda fu contesa dalla Repubblica di Venezia e dal Ducato di Milano guidato dagli Sforza.

### Battaglia di Agnadello

#### Antefatto
Nel 1500 il re di Francia Luigi XII, con l'aiuto della Repubblica Veneta, invase e conquistò con le sue truppe il Ducato di Milano, il Cremasco e la Gera d'Adda che passarono sotto il dominio dei Veneziani. Le mire espansionistiche di questi ultimi però, li posero ben presto in contrasto con gli alleati Francesi. A metà aprile del 1509, l'alleanza si ruppe e re Luigi XII dichiarò quindi guerra a Venezia.

#### La battaglia
Un evento di rilevanza storica verificatosi ad Agnadello fu la battaglia del 14 maggio 1509 combattutasi tra la Repubblica di Venezia ed i francesi.
L'esercito veneziano, guidato da Niccolò di Pitigliano e Bartolomeo d'Alviano, e composto da 2.000 uomini d'armi, 3.000 cavalieri, 30.000 fanti, 29 cannoni d'assedio e 120 cannoni da campo si oppose all'esercito francese, formato da 2 000 uomini d'arme, 18 000 fanti, 600 cavalieri e 67 pezzi grossi d'artiglieria.
I francesi attraversarono l'Adda a Cassano d'Adda con 600 fanti ed alcune centinaia di cavalieri, occupando prima Rivolta d'Adda, per poi puntare su Treviglio, cinta d'assedio in quanto occupata dai veneziani. Incominciarono così ad abbattere le mura con l'artiglieria pesante, ed il borgo si arrese in breve tempo. A presidiarla rimasero solo 1.600 fanti, mentre il grosso dell'esercito francese rientrò a Milano per attendere l'arrivo del re di Francia, avvenuto il 1º maggio 1509.
A seguito di tale scelte militari la Gera d'Adda rimase del tutto sguarnita. I Veneziani, accortisi di questo fatto, decisero di contrattaccare per riconquistare i territori perduti in breve tempo e, da Fontanella, dove erano accampati, marciarono verso Rivolta e la occuparono.
Si spostarono poi velocemente verso Treviglio; là giunti, bombardarono le sue mura per un giorno intero, fino ad aprire una breccia e, malgrado, l'eroica difesa dei Francesi e dei Trevigliesi, la città si arrese. La città fu saccheggiata ed incendiata: neanche le chiese e i conventi furono risparmiati. Il sacco di Treviglio fu però un grosso errore commesso dal comandante Bartolomeo d'Alviano, dato che molti dei suoi soldati disertarono per andare a vendere la refurtiva.
L'8 maggio il re Luigi XII partì da Milano per soccorrere Treviglio. L'esercito era diviso in tre parti: l'avanguardia comandata da Charles II d'Amboise, il nucleo centrale guidato dal re e la retroguardia del maresciallo Gian Giacomo Trivulzio.
Giunto a Cassano d'Adda il re fece costruire due ponti sull'Adda: sul primo passò la cavalleria, sull'altro la fanteria. I francesi si accamparono a tre chilometri dai veneziani e su ordine del re distrussero i ponti per impedire ogni possibile forma di ritirata ai propri soldati.
L'11 maggio i Francesi riconquistarono Rivolta d'Adda, saccheggiandola. Nel frattempo l'esercito veneziano lasciò Treviglio per dirigersi a sud verso Pandino e preparare così le difese. Il re francese, avvisato dalle spie delle intenzioni dei Veneziani, partì immediatamente anch'egli alla volta di Pandino per giungere al borgo prima dei veneti.
Anche l'esercito veneziano era diviso in tre parti: l'avanguardia, il nucleo centrale e la retroguardia, comandata da Bartolomeo d'Alviano e costituita da 500 cavalieri e 10.000 fanti.
Nel primo pomeriggio del 14 maggio l'avanguardia francese guidata dal signore di D'Amboise, giunse presso Mirabello, una cascina alle porte di Agnadello dove era accampata la retroguardia veneta. I Francesi cominciarono a sparare con l'artiglieria, e il comandante dei Veneziani mandò dei messaggeri a Pandino per chiedere aiuto al resto dell'esercito, preparando nel frattempo i propri soldati al combattimento.
Da Pandino gli fu ordinato di non attaccare, ma di retrocedere per ricongiungersi a loro. Nonostante gli ordini ricevuti l'Alviano ordinò di attaccare.
Inizialmente il combattimento fu dominato dai Veneziani fino a quando non giunse il grosso dell'esercito francese comandato dal re; le sorti della battaglia allora cambiarono ed i Veneziani si ritirarono verso un luogo più favorevole a posizionare la loro artiglieria (luogo dove oggi sorge la cascina Mirabellino); ma accortisi di questa intenzione, i Francesi li precedettero e giunsero per primi sul posto.
Verso le ore 16, inoltre, si scatenò un violento nubifragio che contribuì ad accrescere le difficoltà della fanteria veneziana già circondata dalla cavalleria nemica. Dopo tre ore di battaglia le truppe francesi ebbero il sopravvento e infransero le difese dei Veneziani gridando: "Vittoria! Vittoria!". Poco dopo gran parte dei Veneziani ruppe le file, fuggendo e segnando così la disfatta.

#### Conseguenze
La battaglia durò dalle ore 14 fino alle 18; e sul campo si contarono circa 14 600 morti. Il bottino ricavato fu cospicuo: tra i molti prigionieri vi fu il comandante Bartolomeo d'Alviano, ferito da un colpo di lancia, che rimase agli arresti in Francia per ben quattro anni.
In seguito alla vittoria francese, tutta la Gera D'Adda fu dichiarata contea e data in possesso ad un nobile francese di nome Arturo Gauffier conte di Estampes, nel 1516.
Sul campo di battaglia, Luigi XII fece erigere una cappellina dedicata a Santa Maria della Vittoria, contenente un affresco di pregevole fattura raffigurante Maria, il Bambino e i santi, attualmente conservato nella chiesetta seicentesca della cascina Costa vecchia (detta anche Costa Cremasca).
La cappella di Luigi XII, intitolata "ai Morti della Vittoria" divenne luogo di devozione per gli abitanti di Agnadello e dei paesi circostanti.

#### Leggende
Attorno al racconto della battaglia, sorsero anche delle leggende. Tra le principali si ricorda quella riguardante l'intervento della Madonna, invocata dal re dei Francesi, che fece nevicare benché fosse maggio, e ostacolò così le manovre dei Veneziani, e un'altra che parla di un cannone colmo di monete d'oro sepolto in zona.
Madonna della neve: si racconta che, se pur fosse agosto (il 5) , si mise a nevicare, per opera della Madonna. La neve, diventò rossa, per il sangue dei caduti. Si dice che così cessò la battaglia di Agnadello.

### Dal XVI secolo al 1600
Dopo le vicende della battaglia, il territorio fu annesso a quello di Milano, sotto il dominio di Luigi XII, re di Francia. Con la sua morte, nel 1513, il trono passò al giovane Francesco I che, avendo un gran desiderio di emulare il suo predecessore nelle imprese guerresche, scese senza indugi in Italia per riprendersi il Ducato di Milano che gli Svizzeri, nel frattempo, avevano affidato a Massimiliano Sforza. Per riuscire nell'impresa il sovrano francese cercò l'alleanza dell'antica nemica Venezia, promettendo in cambio proprio la Gera d'Adda ed altre città contese della Lombardia.
A Melegnano (nota ai tempi come Marignano) i Francesi alleati con l'armata veneziana agli ordini di Bartolomeo d'Alviano, ottennero un'importante vittoria contro le truppe svizzere assoldate da Massimiliano Sforza. Per ricordare i numerosi caduti in questa dura battaglia, a Melegnano si celebra annualmente la Festa detta del Perdono e da ciò ha origine la frase: «Il perdono è a Melegnano», rivolta ad autori di azioni non giustificabili.
Con questa vittoria la Francia riprendeva il dominio sul Ducato di Milano nel 1515. La pace, tuttavia, in questi territori che rivestivano un certo interesse strategico, non fu duratura: solo un anno dopo, infatti, l'imperatore Massimiliano d'Austria condusse un'offensiva contro i Francesi, in Lombardia, riuscendo a impossessarsi di Milano che fu affidata al potere di Francesco Sforza. I francesi rimasero accampati a Cremona, mentre a Milano erano concentrate le forze asburgiche.
Nel frattempo sul trono di Spagna era salito il giovanissimo Carlo d'Asburgo che, in breve tempo, riunì sotto la sua corona enormi territori, facendosi proclamare imperatore con il nome di Carlo V. È curioso notare che ad Agnadello è molto usuale la frase "ai tempi di Carlo Cudiga (o Codiga)" per indicare qualcosa di vetusto e non adatto ai tempi attuali, ma è interessante scoprire che il personaggio citato non è altri che Carlo V, così chiamato per la cotica rossa sulla nuca e sul collo tipica dei tedeschi.
Il giovane re di Francia Francesco I si scontrò duramente con questo adolescente potente e ambizioso e la lunga contesa fra i due sovrani ebbe come campo di battaglia l'intera Italia.
In questo periodo la Gera d'Adda era terra di nessuno, o di tutti, dato che periodicamente vi giungevano a fare razzie fanti e cavalleggeri di diverse fazioni e perciò le popolazioni locali dovevano essere sempre pronte a lasciarsi depredare dall'invasore di turno pena la distruzione dei paesi o la morte.
La guerra tra Spagna e Francia ebbe una svolta decisiva con la battaglia di Pavia nel 1525 che portò le forze di Carlo V alla vittoria, affermando così la dominazione spagnola. Agnadello, feudo di rami minori e sperduti dei Visconti, non pagava balzelli facendo unicamente riferimento al podestà di Rivolta.

### Il 1600
Per tutti i paesi della nostra zona il periodo successivo fu ancora molto difficile perché fu il luogo della ripresa delle ostilità fra gli Spagnoli e gli Sforza di Milano. Con la morte degli ultimi eredi degli Sforza, il Ducato di Milano, del quale faceva parte il nostro paese, divenne una provincia dell'Impero di Spagna.
La dominazione spagnola perdurò per tutto il XVII secolo, portando i paesi della Gera d'Adda a una grave decadenza economica per le pesanti tasse a cui erano sottoposti. Il peggio toccò alle classi sociali più deboli che vedevano assottigliarsi ogni giorno il già misero reddito familiare.
La Guerra dei Trent'anni (1618-1648) interessò anche la Lombardia, con saccheggi e distruzioni. Nel 1630-1631, l'Italia settentrionale fu colpita da un'epidemia di peste che ridusse drasticamente la popolazione del territorio di Milano, come descritto da Alessandro Manzoni ne I Promessi Sposi un secolo più tardi.
Anche Agnadello fu colpita e una via del paese, infatti, si chiama ancora oggi via Lazzaretto e la chiesa di San Bernardino fu utilizzata come ricovero per gli ammalati. Terminata l'epidemia, allo scopo di disinfettare, le pareti interne dell'edificio furono ricoperte di calce, facendo scomparire quasi totalmente gli affreschi quattrocenteschi preesistenti.

### Dal 1700 alla prima metà dell'Ottocento
L'avvento del nuovo secolo, portò in Lombardia notevoli cambiamenti: nel 1714 Milano passò dal dominio spagnolo a quello austriaco, accogliendo così le riforme imposte dagli asburgici e nel 1758 furono ridefiniti i confini fra gli Stati di Milano e Venezia opportunamente indicati mediante cippi.
Verso la fine del Settecento, nell'Italia settentrionale, conquistata da Napoleone, sorse la Repubblica Cisalpina, con Milano come capitale; tale evento fu l'occasione per rompere il secolare legame con la provincia di Milano ed iniziare un rapporto amministrativo con Lodi e Cremona. Dopo la caduta di Napoleone la Lombardia fu occupata nuovamente dagli austriaci, che crearono il Regno Lombardo-Veneto; Agnadello fu quindi assegnata al distretto di Pandino della provincia di Lodi e Crema.
Le successive guerre di indipendenza videro ancora la zona teatro di imprese militari.

### Periodo contemporaneo
Nel 1859 la Lombardia fu annessa dal Regno di Sardegna; contemporaneamente la provincia di Lodi e Crema fu soppressa (Decreto Rattazzi), e Agnadello fu assegnata alla provincia di Cremona in linea col suo legame con la diocesi di Cremona; contava 1.343 abitanti e aveva già un consiglio comunale.
Dal 1861 la storia del paese entrò a far parte di quella nazionale con l'annessione ufficiale al Regno d'Italia.
Gli anni trascorsi sotto le varie dominazioni straniere hanno lasciato parecchi ricordi fra i quali l'origine di alcuni cognomi locali e diversi termini del dialetto agnadellese che risultano influenzati da lingue straniere.

### Simboli
Lo stemma è stato concesso con regio decreto del 18 luglio 1930.
Il gonfalone, concesso con RD del 19 ottobre 1933, è un drappo di bianco.

## Monumenti e luoghi d'interesse

### Architetture religiose

#### Chiesa Parrocchiale di San Vittore

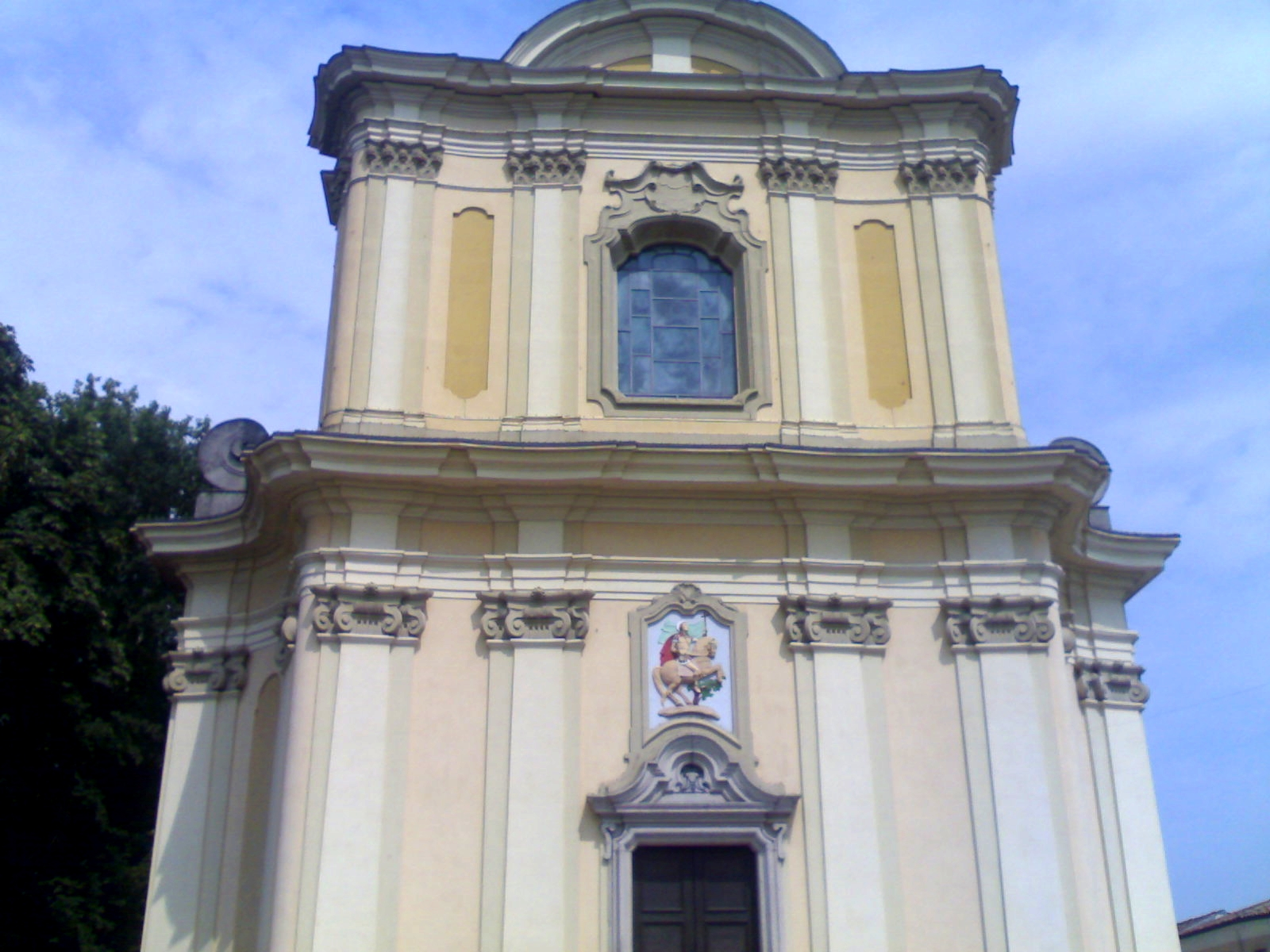
Parrocchiale di San Vittore, XVIII secolo

Fu edificata tra il XVIII e il XIX secolo in uno stile che richiama elementi del barocco, in sostituzione di una precedente chiesa della quale rimangono, all'interno, alcuni affreschi di Francesco de Bravis e datati 1627. La parrocchia dipendeva nel medioevo dalla pieve di Arzago e, dopo le riforme del concilio di Trento, dal nuovo vicariato di Rivolta d'Adda.

#### Campane della chiesa parrocchiale
La chiesa parrocchiale di San Vittore, possiede un concerto di 5 campane in tonalità di Mi3, fuse dal fonditore Crespi di Crema nel 1946. Ma il concerto non riuscì bene, perché risultano esserci discrepanze tonali (stonature) alla quinta (Si3), alla quarta (La3) e alla seconda campana (Fa#3), in quanto risultano essere di tonalità calante rispetto alle altre campane.

##### Iscrizioni sulle campane
Mi3A fulgure et tempestate libera nos domine Pio XII sommo pontefice, Giovanni Cazzani Arciv. Vescovo di Cremona, Don Ernesto Tabaglio parroco di Agnadello, Don Celestino Zaniboni Coadiutore, Coppi Primo - Carniti Rubeni Fabbriceri; PADRINI: Locatelli Giacomo - Ghelfi Giuseppina Ved. Oggioni MCMXLVI fuse Crespi - Crema
Fa#3A peste fame et bello libera nos domine, Pio XII sommo pontefice, Giovanni Cazzani Arciv. Vescovo di Cremona, Don Ernesto Tabaglio parroco di Agnadello, Don Celestino Zaniboni Coadiutore, Coppi Primo - Carniti Rubeni Fabbriceri; PADRINI: Manzoni Carlo - Manzoni Gabriele MCMXLVI fuse Crespi - Crema
Sol#3Pio XII sommo pontefice, Giovanni Cazzani Arciv. Vescovo di Cremona, Don Ernesto Tabaglio parroco di Agnadello, Don Celestino Zaniboni Coadiutore, Coppi Primo - Carniti Rubeni Fabbriceri; PADRINI: Cominetti Angelo - Spadari Angelo MCMXLVI fuse Crespi - Crema
La3Pio XII sommo pontefice, Giovanni Cazzani Arciv. Vescovo di Cremona, Don Ernesto Tabaglio parroco di Agnadello, Don Celestino Zaniboni Coadiutore, Coppi Primo - Carniti Rubeni Fabbriceri; (padrini non visibili perché la campana è in alto) MCMXLVI Fuse Crespi - Crema
Si3Pio XII sommo pontefice, Giovanni Cazzani Arciv. Vescovo di Cremona, Don Ernesto Tabaglio parroco di Agnadello, Don Celestino Zaniboni Coadiutore, Coppi Primo - Carniti Rubeni Fabbriceri; PADRINI: Raimondi Giacomo e Felicita - Valsecchi Lucio

#### Chiesetta dei "Morti della Vittoria"
Nel luogo dove erano stati piazzati i cannoni, vicino alla roggia che segnava il confine tra il Ducato di Milano e la Repubblica di Venezia, fu costruita una chiesetta dedicata a Nostra Signora della Vittoria. La chiesa di Luigi XII doveva essere un edificio forse anche un poco più grosso della chiesa attuale.
Con la morte di Luigi XII nel 1513, e la disastrosa sconfitta dei Francesi a Pavia il 24 febbraio 1525 e la cattura, a Pizzighettone, del successore Francesco I, terminava, sedici anni dopo la battaglia di Agnadello, il dominio francese in Italia.
Iniziò così un periodo, durante il quale nessuno, all'infuori dei poveri abitanti dei paesi vicini, si preoccupò di curare la chiesetta, che, un poco alla volta, andava in rovina sotto gli occhi dei contadini locali, che non avevano i mezzi e le disponibilità finanziarie per restaurarla. E inoltre nel corso del seicento, il luogo, a causa delle sue caratteristiche naturali (era in parte paludoso e in parte boscoso), divenne ritrovo per i briganti che infestavano la Gera d'Adda, terra di confine.
Dopo aver notato il pessimo stato della chiesetta, Agostino Premoli, vescovo di Concordia dal 1668 al 1692, cremasco di nascita, pensò di salvare l'antica immagine della Madonna dipinta nell'abside, collocandola in una nuova chiesa. Quindi, dal momento che era proprietario del terreno della Costa Cremasca, fece ristrutturare ed ampliare un elegante oratorio cinquecentesco già esistente dedicato a san Marco, facendovi trasportare l'antico affresco.
Questo, tuttavia, non rimase intero, dato che, per essere trasportato nella nuova chiesa, dovette essere tagliato. Attualmente al centro dell'affresco c'è Gesù Bambino, tra le braccia di Maria Vergine, mentre ai lati compaiono le figure di altri santi. La venerazione alla Madonna della Vittoria continuò e, dato l'elevato numero di grazie che i fedeli ricevevano, nella chiesa si possono ancora vedere numerosi quadri votivi.
Successivamente, nonostante la venerazione del luogo non venisse mai meno, nella cappella non veniva più celebrata la messa domenicale, dal momento che il sacerdote del luogo, venne trasferito alla chiesa delle Cascine Gandini.
Intorno al 1866 fu eretta una grossa parete e sopra di essa venne dipinta l'immagine della Vergine del Rosario, che però ben presto sbiadì a causa delle mediocri doti del pittore.
Intanto, per l'insistenza degli abitanti di Agnadello e l'interessamento di padre Marcellino Moroni  si riprese a celebrare nel luogo la messa domenicale.
Durante il breve soggiorno ad Agnadello, padre Marcellino fece effettuare alcuni restauri, che si conclusero il 16 giugno 1871. Nello stesso anno il sacerdote fece costruire un tabernacolo nel luogo dell'antica chiesa, sulla cui parete fece dipingere dal valente pittore Ogliari di Trescore Cremasco, una copia dell'antica immagine della Madonna della Vittoria.
Nel 1909 si compiva il quarto centenario della battaglia e la ricorrenza non passò inosservata. Il 14 maggio dello stesso anno appariva sull'Unione di Milano un articolo sulla chiesa della Madonna della Vittoria. In agosto, poi, per opera della parrocchia della Costa Cremasca, la festa annuale dedicata alla Vergine della Vittoria fu celebrata con particolare solennità.
Nel 1925 il parroco don Ernesto Tabaglio, affidò al mastro Luigi Fontana di Vailate i lavori di restauro della piccola cappella di padre Marcellino.
Tra il 1943 e il 1945, a causa del secondo conflitto mondiale, le due cappelle furono meta di parecchi pellegrini dei paesi limitrofi, tuttavia nel dopoguerra il luogo dei Morti della Vittoria venne un po' alla volta dimenticato.
Solamente all'inizio degli anni settanta, con l'interessamento di alcuni agnadellesi e del parroco don Luigi Possenti, si ripensò a dare a questo posto la sua giusta importanza. Nel gennaio 1975 iniziarono i restauri: davanti all'affresco del pittore Ogliari fu applicato un pannello di legno sopra il quale venne dipinta dal pittore Domenico Colpani, la Madonna con il Bambino. La cappella così rinnovata fu inaugurata solennemente nel mese di maggio dello stesso anno.
In ricordo degli avvenimenti successi, la comunità locale festeggia ancora, sul posto, il giorno dedicato alla Madonna della Neve che ricorre il 5 agosto.
Il luogo dei Morti della Vittoria è certamente uno dei siti più caratteristici del cremonese ed è ritornato a essere, grazie ai restauri, un elemento molto caro al cuore degli agnadellesi, tant'è che tutt'oggi sulla croce di ferro posta sull'argine della roggia, vengono appesi indumenti e bende come domanda di grazia. Essi vengono bruciati periodicamente in ricordo di un antico rituale che sarebbe di origine celtica, e legato al culto delle divinità delle sorgenti e delle acque.

#### Oratorio di San Bernardino
L'oratorio di San Bernardino risale alla prima metà del XV secolo, con la sobria facciata interamente in mattoni a vista mescolati a ciottoli, dotata di un unico portale con cornice in cotto sovrastata da un semplice rosone. L'interno è navata unica con arconi gotici e affreschi di Stefano da Pandino.

### Architetture civili

#### Villa Douglas-Scotti
Sorge in riva al Tormo ed è di origine ottocentesca con vari rimaneggiamenti successivi.

## Società

### Evoluzione demografica
- 1614 nel 1751
- 1440 nel 1805
- 1328 nel 1853

Abitanti censiti

### Etnie e minoranze straniere
Al 31 dicembre 2020 i cittadini stranieri sono 486. Le comunità nazionali numericamente significative sono:
1. Romania, 161
2. Marocco, 52
3. India, 50
4. Bulgaria, 25
5. Perù, 24
6. Albania, 22

## Infrastrutture e trasporti

### Strade
Il territorio comunale è attraversato da tre strade provinciali:
- La Strada Provinciale CR ex SS 472 Bergamina, principale via di collegamento tra Lodi e Bergamo
- La Strada Provinciale CR SP 34 Agnadello-Vailate
- La Strada Provinciale CR SP 90 "di Cassano"

### Tranvie
Tra il 1880 ed il 1920 la località disponeva di una stazione posta lungo la tranvia Lodi-Treviglio-Bergamo.

## Amministrazione
Elenco dei sindaci dal 1985 ad oggi.
| Periodo | Periodo   | Primo cittadino          | Partito                            | Carica  | Note          |
| ------- | --------- | ------------------------ | ---------------------------------- | ------- | ------------- |
| 1985    | 1990      | Fabrizio Marzagalli      | Democrazia Cristiana               | sindaco |               |
| 1990    | 1993      | Gianfranco Tirloni       | Partito Socialista Italiano        | sindaco | [ 10 ] [ 11 ] |
| 1993    | 1995      | Giovanni Luigi Calderara | Partito Democratico della Sinistra | sindaco | [ 12 ] [ 13 ] |
| 1995    | 1999      | Giovanni Luigi Calderara | lista civica di centro-sinistra    | sindaco |               |
| 1999    | 2004      | Giovanni Luigi Calderara | lista civica di centro-sinistra    | sindaco |               |
| 2004    | 2009      | Laura Calderara          | lista civica                       | sindaco |               |
| 2004    | 2009      | Marco Belli              | Il Popolo della Libertà-Lega Nord  | sindaco |               |
| 2014    | 2019      | Giovanni Luigi Calderara | lista civica                       | sindaco |               |
| 2019    | 2024      | Stefano Samarati         | Lega Salvini                       | sindaco |               |
| 2024    | in carica | Stefano Samarati         | lista civica                       | sindaco |               |